# Diceware

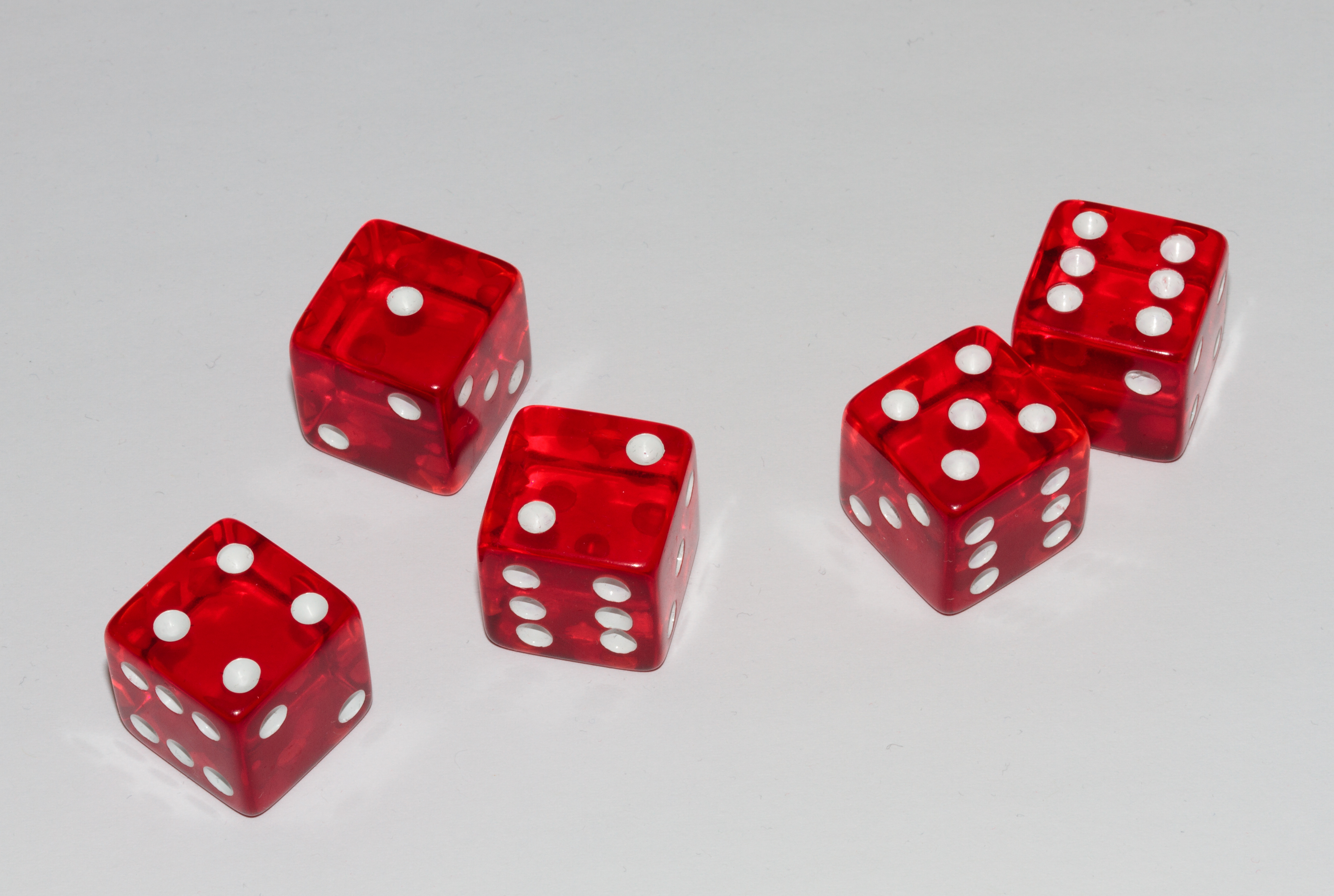
Hesla generovaná prostřednictvím Diceware jsou vytvářena tak, že se pěti hody hrací kostkou určí pětimístné číslo, které odpovídá jedinému slovu ze seznamu.

Diceware (z angl. dice, hrací kostky) je metoda pro vytváření heslových frází, hesel a dalších kryptografických proměnných pomocí obyčejné kostky jako hardwarového generátoru náhodných čísel.

## Popis metody
Pro vytvoření každého slova v heslové frázi je nezbytných pět hodů hrací kostkou. Čísla od 1 do 6 tvoří pětimístné číslo, např. 43146. Toto číslo je pak použito k vyhledání konkrétního slova v seznamu slov. Například v anglickém seznamu číslo 43146 odpovídá slovu munch, v jednom z českých seznamů třeba slovu pocit. Kompletní a dlouhé heslo či heslová fráze se pak vytvoří tak, že se postupně vygeneruje několik hesel za sebou.
Existují seznamy slov sestavených pro mnoho jazyků včetně angličtiny i češtiny. Seznam slov pro Diceware je jakýkoli seznam slov, který obsahuje {\displaystyle 6^{5}=7\,776} unikátních slov, nejlépe takových, které si uživatel snadno zapamatuje. V žádném případě nemusí být tento seznam tajný nebo jinak chráněný, protože bezpečnost hesla vytvořeného prostřednictvím Diceware vyplývá právě z počtu vygenerovaných slov a počtu slov, které použitý seznam slov obsahuje.
Úroveň s jakou je či není možné uhodnout heslo vytvořené pomocí Diceware je možné snadno vypočítat. Každé slovo rozšíří entropii hesla o 12,9 bitů (to je {\displaystyle \log _{2}(6^{5})} bitů). Původně, v roce 1995, Arnold Reinhold, tvůrce Diceware, považoval pět slov (64 bitů) za minimální délku potřebnou pro průměrného uživatele. Nicméně od roku 2014 Reinhold doporučuje, aby byly používány hesla tvořené alespoň šesti slovy (77 bitů).
Takto stanovená úroveň vychází z faktu, že potenciální útočník ví, že pro vytvoření hesla byla použita technika Diceware, má informaci, jaký seznam slov byl použit a v poslední řadě ví, z kolika slov bylo heslo vytvořeno. Pokud má útočník méně informací, pak může být entropie hesla ještě vyšší než 12,9 bitů na slovo.
Výše uvedené výpočty entropie algoritmu Diceware předpokládají, že je každé slovo, tak jak doporučuje autor Diceware, odděleno mezerou. Pokud jsou místo toho jednotlivá slova těsně vedle sebe v jediném řetězci, bude vypočtená entropie mírně snížená. Může totiž nastat situace, že i přesto, že jsou dvě samostatně vygenerovaná hesla tvořena odlišnými slovy, tak tato slova, spojená těsně za sebou, vytvoří naprosto shodné řetězce; například fráze tvořené dvěma slovy „protože lva“ a „proto želva“ tvoří po odstranění mezer naprosto shodné řetězce „protoželva“.
Sílu hesla je možný zvýšit tak, že se do již vytvořeného hesla náhodně vloží speciální znak. Jsou zapotřebí ještě čtyři hody kostkou. Prvním hodem určíte slovo, do kterého se speciální znak vloží; druhý písmeno, které bude za speciální znak zaměněno; pomocí hodnoty získané třetím a čtvrtým hodem se určí speciální znak podle následující tabulky:
```
      Third Roll
       
      1 2 3 4 5 6
F   1 ~ ! # $ % ^
o   2 & * ( ) - =
u   3 + [ ] \ { }
r   4 : ; " ' < >
t   5 ? / 0 1 2 3
h   6 4 5 6 7 8 9
```

## Seznamy slov tvořené nadací EFF
V roce 2016 zveřejnila organizace Electronic Frontier Foundation tři alternativní seznamy slov v angličtině, které jsou vhodné pro metodu Diceware, kde se zaměřila na to, aby byla slova snadno zapamatovatelná a vyhýbá se nesrozumitelným, abstraktním či jinak problematickým slovům. Na druhou stranu, tato jednoduchost si vybírá svou daň - typická EFF hesla vyžadují zadávání vyššího počtu znaků.

## Úryvek z anglické verze seznamu slov
Původní seznam slov určený pro metodu Diceware (v angličtině) obsahuje 7 776 řádků se slovy pro každou možnou kombinaci čísel, které je možné vytvořit pěti hody hrací kostkou:
```
...
43136 mulct
43141 mule
43142 mull
43143 multi
43144 mum
43145 mummy
43146 munch
43151 mung
...
```

## Příklady
Příklady hesla vytvořeného metodou Diceware a anglického seznamu slov:
- dobbs bella bump flash begin ansi
- easel venom aver flung jon call

Příklady hesla vytvořeného pomocí seznamu EFF:
- conjoined sterling securely chitchat spinout pelvis
- rice immoraly worrisome shopping traverse recharger

Příklad hesla v českém jazyce:
- venuše smělý cokoli rus lenost okrsek